# 乙酸氯
乙酸氯是一种化合物，化学式为CH3COOCl，可由氯气的乙酸溶液和干燥的乙酸汞反应得到。它可用于在有机化合物中引入乙酸酯基（CH3C(=O)O-），如和2-氯-4-甲基苯甲醇反应，得到乙酸(2-氯-4-甲基苯基)甲酯；和环己烯反应，得到乙酸-2-氯环己酯。